# Weidigschule
Die Weidigschule ist ein Gymnasium in Butzbach im hessischen Wetteraukreis.

## Geschichte
Das Gymnasium geht auf die Lateinschule der Kugelherren aus dem Jahre 1470 zurück. Die heutige Schule entstand mit der Gründung einer Höheren Bürgerschule in 1876. Sie entwickelte sich weiter zu einer Realschule, später zu einer Oberrealschule und wurde letztlich zu einem Gymnasium. Seit 1972 besteht das heutige Schulgebäude am Butzbacher Schrenzerhang, welches derzeit grundsaniert wird.
Namensgeber der Schule ist Friedrich Ludwig Weidig, ein Widerstandskämpfer des Vormärz, welcher in Butzbach wirkte und lebte.
Seit 2010 ist die Weidigschule eine Profilschule mit dem Schwerpunkt Musik. Dieser Schwerpunkt wird durch jährliche Aufführungen von teils selbstkomponierten Musicals unterstrichen. Des Weiteren ist die Schule Mitglied im Verein mathematisch-naturwissenschaftlicher Excellence-Center an Schulen.
Die Schule verfügt über ein nachmittägliches Betreuungsangebot für Schüler der Mittel- und Unterstufe, welches vom Verein Jugendberatung und Jugendhilfe aus Frankfurt am Main getragen wird.

## Ehemalige Schüler
- Dietrich Faber (* 1969) und Martin Guth (* 1970), Kabarett-Duo FaberhaftGuth
- Charles Friedek (* 1971), Weltmeister im Dreisprung 1999, Leichtathletiktrainer[4]
- Armin Häuser (* 1964), Kommunalpolitiker (CDU)
- Norbert Kartmann (* 1949), Präsident des hessischen Landtags (CDU)
- Lisa Mayer (* 1996), Leichtathletin
- Jochen Schropp (* 1978), Schauspieler und Moderator
- Christiane Schwalm (* 1990), Leichtathletin[5]
- Ingrid Sonntag-Ramirez Ponce (INK; * 1966), Zeichnerin, Malerin und Projektkünstlerin

## Ehemalige Lehrer
- Ferdinand Werner (1876–1961), Lehrer an der Weidigschule von 1910 bis 1933, erster nationalsozialistischer Staatspräsident, später Ministerpräsident, des Volksstaates Hessen.

## Belege
1. 1 2  Zahlen & Fakten, Homepage der Weidigschule Butzbach. Abgerufen am 15. März 2020.
2. ↑  Grußwort der Schulleitung. In: www.weidigschule.de. Abgerufen am 24. April 2022.
3. ↑  http://kultur.bildung.hessen.de/musik/Teilnehmende_Schulen.html
4. ↑  www.giessener-allgemeine.de: Charles Friedek: »Springen? Nie wieder!« | Gießener Allgemeine Zeitung. Abgerufen am 23. September 2018.
5. ↑  https://web.archive.org/web/20101008212733/http://www.weidigschule.de/buzneu/2010/abi2010d.htm (archiviert)